# 伊魯拉斯人
伊魯拉斯人（Irulas），是分布於印度南方泰米爾納德邦和喀拉拉邦尼尔吉里丘陵的表列部落，人口約25000人，他們說的伊魯拉語屬達羅毗荼語系。

## 分布
他們分布在泰米爾納德邦的尼尔吉里縣、哥印拜陀縣、埃羅德縣和喀拉拉邦伯拉卡德縣。

## 經濟
他們主要從事捕蛇與捕鼠，也在當地地主稻田從事廉價勞工，漁業也是重要生計之一。

## 語言
他們以伊魯拉語為母語，也說印地語。

## 人類學
20世紀初的人類學文獻把他們劃為矮黑人的一類，但與安達曼群島原住民不同，他們失去了自己的語言。